# Haloquadratum walsbyi
A Haloquadratum walsbyi egy archaea faj. Az archeák – ősbaktériumok – egysejtű, sejtmag nélküli prokarióta szervezetek. A Sínai-félszigeten, Egyiptomban, egy sósvízű medencében fedezték fel, sejtjei lapos dobozszerűek.